# Anne, le musical

Anne, le musical est une comédie musicale française de Jean-Pierre Hadida, inspirée de la vie d'Anne Frank (1929-1945) et de son journal intime, créée au Café de la Gare  à Paris en juin 2007.

## Argument
C'est en 1945 que Miep Gies (1909-2010) récupère le journal intime de la jeune adolescente Anne Frank qui se cachait avec sa famille et quelques amis dans l'annexe secrète d'un bureau d'Amsterdam. Dénoncés, tous ces clandestins juifs seront arrêtés et déportés par les nazis. Seul Otto Frank, le père de Anne reviendra vivant et publiera au début des années 1950 Le Journal d'Anne Frank qui fera de son auteur l'une des victimes de la Shoah les plus célèbres dans le monde.
La pièce met en scène des jeunes d'aujourd'hui qui, visitant le musée d'Amsterdam, laissent une des leurs rêver dans ce lieu de mémoire. La voix d'Otto (le père d'Anne) l'interpelle, elle devient Anne et un flashback de 60 ans s'opère.

## Fiche technique
- Titre : Anne, le musical
- Paroles et musique : Jean-Pierre Hadida
- Mise en scène : Pierre-Yves Duchesne et Christine Giua
- Lumières : Jacques Rouveyrollis
- Direction musicale : Raphaël Bancou

## Distribution
Théâtre Essaïon (2007)
- Claire Baradat : Anne Frank
- Élodie Attias : Margot Frank
- Sandrine Seubille : Édith Frank
- Pierre-Yves Duchesne : Otto Frank
- Estelle Danière : Madame Van Pels
- Thierry Gondet : Monsieur Van Pels
- Kevin Lévy : Peter Van Pels
- Zacharie Saal : Docteur Pfeffer
- Anja Bourdais : Miep Gies

Théâtre Déjazet, Espace Rachi (2009)
- Cloé Horry  : Anne Frank
- Marine André ou Caroline Ferry : Margot Frank
- Agnès Bove ou Carole Gayraut : Édith Frank
- Pierre-Yves Duchesne : Otto Frank
- Estelle Danière : Madame Van Pels
- Stéphane Roche : Monsieur Van Pels
- Kevin Lévy : Peter Van Pels
- Brice Tripard :  Docteur Pfeffer
- Nathalie Lefèvre : Miep Gies
- S. M. O. Smoska : le rappeur
- Julien Husser : le slameur

Théâtre du Gymnase Marie Bell, Espace Cardin (2011)
- Cloé Horry (alternance avec Lisa Caruso et Marine Wilhem) : Anne Frank
- Marine André (alternance avec Sarah Zabout et Marjolaine Trichet) : Margot Frank
- Carole Gayraud (alternance avec Laurence Cohen) : Édith Frank
- Pierre-Yves Duchesne (alternance avec Stéphane Metro et Christophe Borie) : Otto Frank
- Estelle Danière : Madame Van Pels
- Stéphane Metro (en alternance avec Christophe Borie et Pascal Faber) : Monsieur Van Pels
- Kevin Levy (en alternance avec Julien Nicollet) : Peter Van Pels
- Brice Tripard (en alternance avec Johan Nus) : Docteur Pfeiffer
- Céline Delaveau (en alternance avec Claire Jomard) : Miep Gies
- S. M. O. Smoska : le rappeur
- Julien Husser (en alternance avec Laurie Lupi, Emilien Mauger et Julien Bocher en tournée) : le slameur

## Autour du spectacle
Une première mouture du spectacle s'est jouée plusieurs fois au Café de la Gare en juin 2007 sur un livret d'Isabelle Huchet puis le spectacle est repris de septembre à décembre 2007 au Théâtre Essaïon. Remarquée par la presse, la pièce musicale est présentée sous l'impulsion de sa nouvelle productrice Francine Disegni (Broadway Mad) pendant un mois à l'espace Rachi puis au théâtre Déjazet jusqu'en juillet 2009.
Pour marquer le 80e anniversaire de la naissance d'Anne Frank, la Mairie de Paris a invité, le 12 juin 2009 la troupe  du spectacle à reprendre les principaux thèmes de la pièce devant les parisiens et leurs représentants officiels.
Anne, le musical a été choisi en 2010 pour célébrer le 65e anniversaire de la libération des Camps (30 avril, 1er et 2 mai) lors de 6 représentations exceptionnelles dans l'amphithéâtre de l'Université de Caen Basse-Normandie avec le chœur régional universitaire et en association avec l'exposition Anne Frank, une histoire d'aujourd'hui de la maison Anne-Frank d'Amsterdam.
Le spectacle est depuis en tournée et un CD a été sorti en 2013.